# George Gordon (2e comte de Huntly)
Pour les articles homonymes, voir George Gordon et Gordon.
George Gordon, né avant 1441 et mort 8 juin 1501 au Château de Stirling, 2e comte de Huntly, est un noble catholique écossais. Il est Lord chancelier d'Écosse de 1498 à 1501.